# Ashley Kahn
Ashley Kahn é um historiador de música, jornalista e produtor musical estadunidense. É professor adjunto na Universidade de Nova Iorque. Em 2015, Kahn conquistou um prêmio Grammy por suas notas no álbum Offering: Live at Temple University, de John Coltrane.